# Hanne Lagerbon
Hanne Lagerbon, född 7 december 1944 i Glostrup, är en förutvarande dansk landslagsspelare i handboll.

## Klubbkarriär
Under hela sin landslagskarriär spelade Lagerbon för Glostrup Idræts Club (GIC) som fortfarande existerar som klubb, men fotbollen har blivit Glostrup FK och handbollssektionen är nedlagd genom en sammanslutning med Albertslund 1995 som skapade AG och senare AG Köpenhamn, men heter idag Glostrup Håndbold. Klubben vann inga stora meriter under de år då Hanne Lagerbon representerade den.

## Landslagskarriär
Lagerbon spelade 107 landskamper för Danmark under 9 år och gjorde 128 mål i landslaget. Hon debuterade  22 november 1964 i Lidköping mot Sverige med dansk seger 10-3. Dessa låga målsiffror var vanliga inom damhandbollen vid denna tid. Hanne Lagerbon var 19 år vid debuten. Hon spelade sedan VM 1965 för Danmark.  Hon spelade också VM 1971 i Nederländerna för Danmark. Sista landskampen i VM-match i Jugoslavien om 7/8 plats 15 december 1973 mot Norge där Danmark vann 12-10 och Lagerbon gjorde 3 mål. 

### Fotnoter
1. ↑  ”Haslund info / Hanne Lagerbon”. http://www.haslund.info/haandbold/20_dame/20_spillere/laghan.asp. Läst 13 mars 2019.
2. ↑  ”Frauenhandball / weltmeisterschaft 1965 /tyska”. https://frauenhandball-archiv.jimdo.com/weltmeisterschaften/wm-1965/. Läst 13 mars 2019.
3. ↑  ”Frauenhandball /weltmeisterschaft 1971 /tyska”. Arkiverad från originalet den 19 juli 2018. https://web.archive.org/web/20180719054704/https://gcmm.jimdo.com/frauenhandball-archiv/weltmeisterschaften/wm-1971/. Läst 13 mars 2019.